# Catalina González
Catalina González Manzano (Santiago de Chile, 19 de octubre de 1983) es una actriz chilena.
Estudió actuación en la Universidad Finis Terrae. Posee una escuela de aeroyoga como emprendimiento personal.
Su carrera actoral se inició con la teleserie Don Amor, continuó en Corazón Rebelde, Feroz y Secretos en el Jardín, todas de Canal 13. También participó en Dime quién fue de TVN, al lado de célebres figuras como Claudia Di Girolamo, Francisco Reyes, Paulina Urrutia y Amparo Noguera.

## Televisión
| Año       | Título                | Personaje            | Ref.     |
| --------- | --------------------- | -------------------- | -------- |
| 2008      | Don Amor              | Vanessa Rodríguez    | Canal 13 |
| 2009      | Corazón rebelde       | Julieta Donoso       | Canal 13 |
| 2010      | Feroz                 | Karen Telias         | Canal 13 |
| 2013-2014 | Secretos en el jardin | Ana Carrasco         | Canal 13 |
| 2014-2015 | Valió la pena         | Pamela Riquelme      | Canal 13 |
| 2016      | Veinteañero a los 40  | Sor Virginia         | Canal 13 |
| 2016-2017 | Preciosas             | Sofía Ramos          | Canal 13 |
| 2017-2018 | Dime quién fue        | Constanza Rodríguez  | TVN      |
| 2019-2020 | Gemelas               | Renata Tagle         | CHV      |
| 2023      | Dime con quién andas  | Dolores «Lola» Acuña | CHV      |

## Vídeos musicales
| Año  | Título           | Artista          | Dirección            |
| ---- | ---------------- | ---------------- | -------------------- |
| 2019 | El amor no duele | Denise Rosenthal | Claudia Huaiquimilla |